# Raymore
Raymore és una població dels Estats Units a l'estat de Missouri. Segons el cens del 2000 tenia 11.146 habitants.

## Demografia
Segons el cens del 2000, Raymore tenia 11.146 habitants, 4.038 habitatges, i 3.177 famílies. La densitat de població era de 253,3 habitants per km².
Dels 4.038 habitatges en un 41,4% hi vivien nens de menys de 18 anys, en un 68,5% hi vivien parelles casades, en un 7,6% dones solteres, i en un 21,3% no eren unitats familiars. En el 18,9% dels habitatges hi vivien persones soles l'11,5% de les quals corresponia a persones de 65 anys o més que vivien soles. El nombre mitjà de persones vivint en cada habitatge era de 2,72 i el nombre mitjà de persones que vivien en cada família era de 3,1.
Per edats la població es repartia de la següent manera: un 29% tenia menys de 18 anys, un 6,5% entre 18 i 24, un 30,9% entre 25 i 44, un 19,4% de 45 a 60 i un 14,2% 65 anys o més.
L'edat mediana era de 36 anys. Per cada 100 dones de 18 o més anys hi havia 87,2 homes.
La renda mediana per habitatge era de 56.007 $ i la renda mediana per família de 62.135 $. Els homes tenien una renda mediana de 42.451 $ mentre que les dones 28.518 $. La renda per capita de la població era de 22.496 $. Entorn del 2,2% de les famílies i el 3,1% de la població estaven per davall del llindar de pobresa.

## Poblacions més properes
El següent diagrama mostra les poblacions més properes.